# Hidekazu Ōtani
Hidekazu Ōtani (大谷 秀和 Ōtani Hidekazu?, Chiba, 6 de noviembre de 1984) es un exfutbolista japonés que jugaba como centrocampista.

## Trayectoria

### Clubes
| Club           | País  | Año       |
| -------------- | ----- | --------- |
| Kashiwa Reysol | Japón | 2003-2022 |

## Palmarés

### Títulos nacionales
| Título             | Club           | País  | Año  |
| ------------------ | -------------- | ----- | ---- |
| J1 League          | Kashiwa Reysol | Japón | 2011 |
| Supercopa de Japón | Kashiwa Reysol | Japón | 2012 |
| Copa del Emperador | Kashiwa Reysol | Japón | 2012 |
| Copa J. League     | Kashiwa Reysol | Japón | 2013 |

### Títulos internacionales
| Título           | Club           | Sede    | Año  |
| ---------------- | -------------- | ------- | ---- |
| Copa Suruga Bank | Kashiwa Reysol | Kashiwa | 2014 |